# Tünel

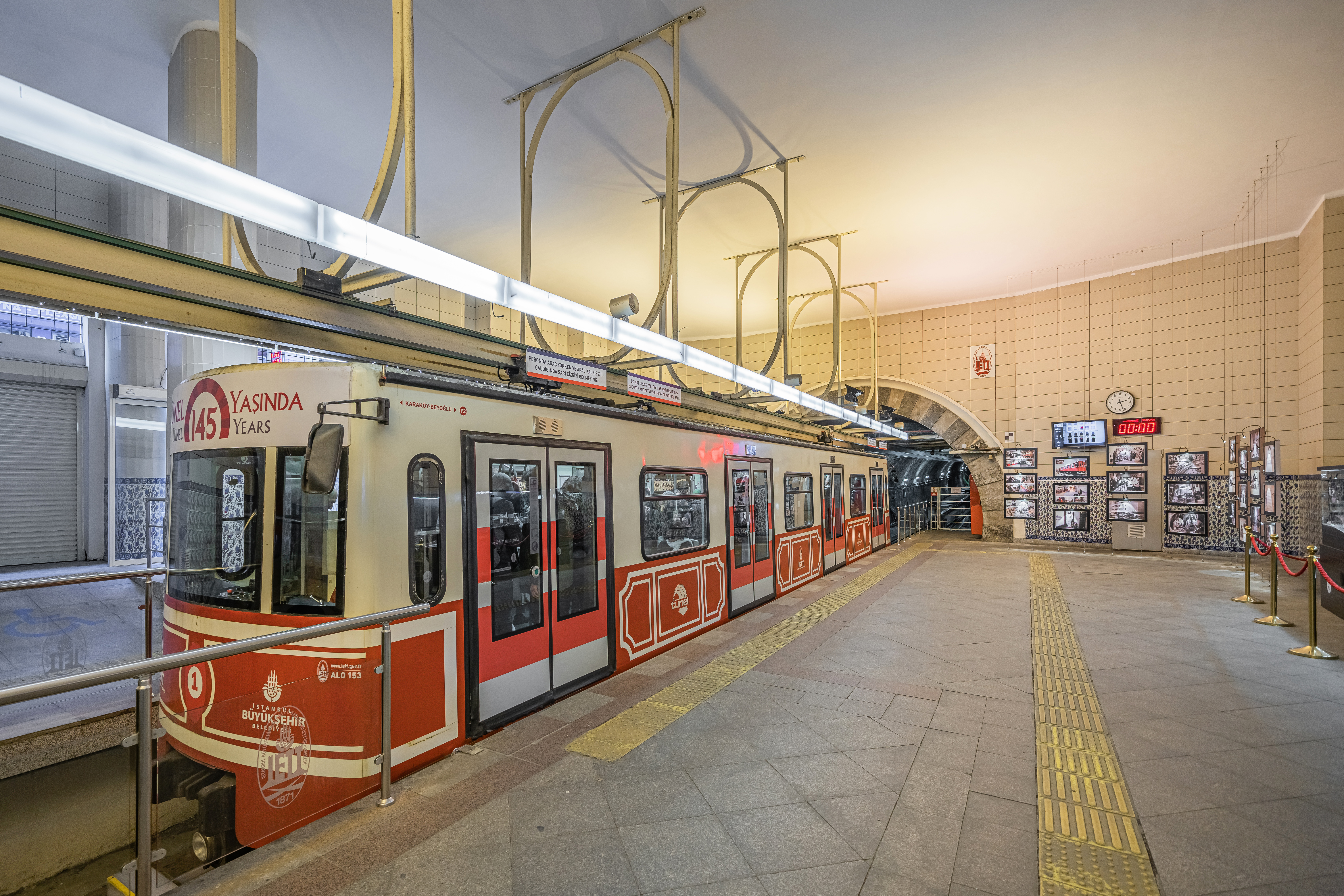
Tünel en Estambul, Turquía.

Tünel es una línea corta de metro en Estambul que tiene dos estaciones: Una en Karaköy y la otra en el comienzo de la avenida de İstiklal en "Tünel", un barrio histórico del distrito de Beyoğlu (antiguamente Pera).

## Historia
Fue inaugurada el 17 de enero de 1875 y se considera el segundo metro en Europa después del Metro de Londres (por tanto el primero en Europa continental).
Tünel cuenta con un sistema eléctrico desde 1971, tomando así en 90 segundos la distancia de 573 metros entre su estación principal y la terminal. Lleva alrededor de 12 mil pasajeros al día, en un promedio de 200 viajes diarios.
Tünel es administrado por İETT.